# Subrinus sturmi
Subrinus sturmi är en skalbaggsart som beskrevs av Edgar von Harold 1870. Subrinus sturmi ingår i släktet Subrinus och familjen Aphodiidae. Inga underarter finns listade i Catalogue of Life.